# Savonlinna
Savonlinna este o comună din Finlanda.